# Empadão goiano

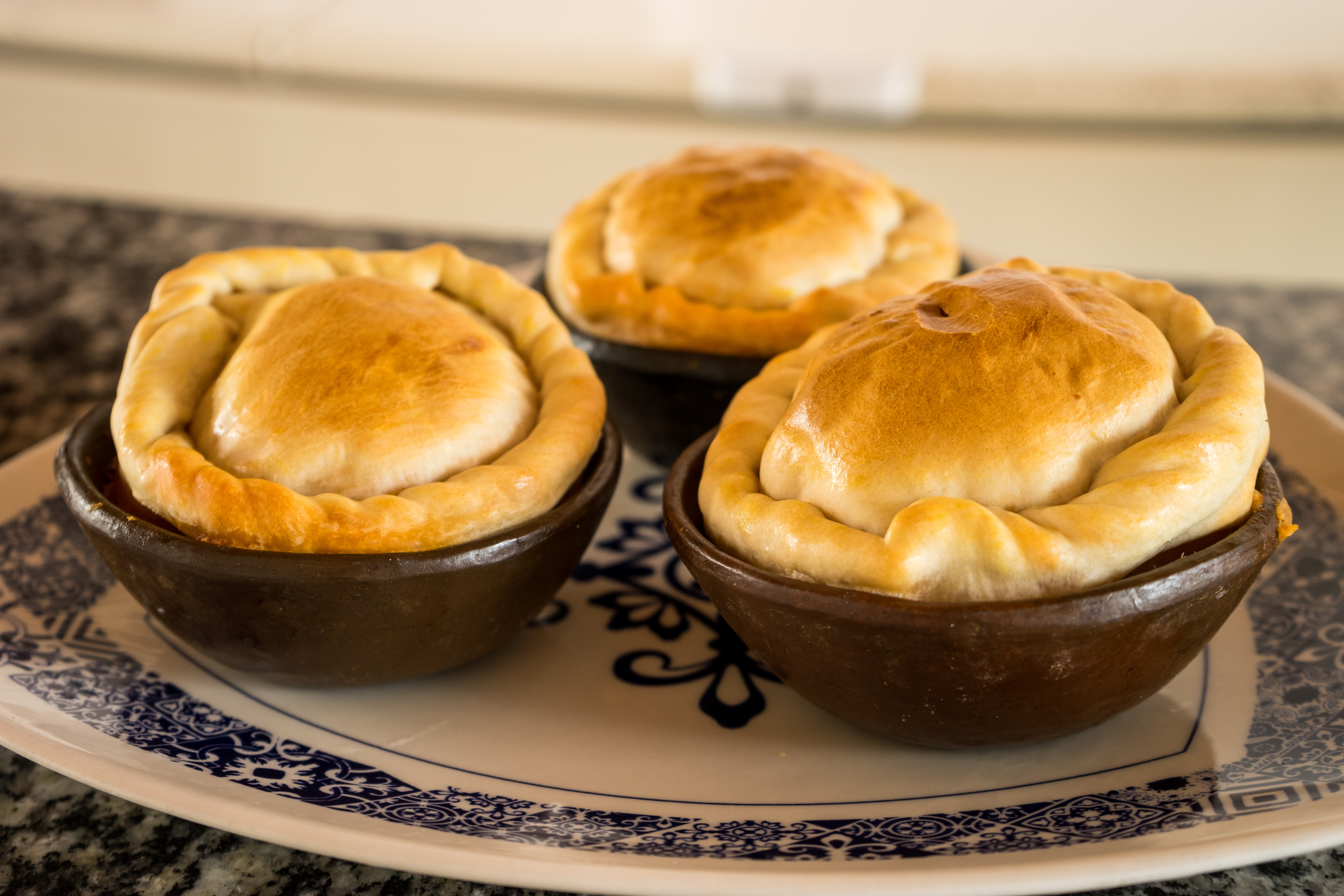
Empadão goiano.

O empadão goiano é uma torta salgada típica do estado de Goiás com variados recheios.

## Etimologia
A torta era originalmente chamada de empada ou empada goiana, até que nos anos 80 passou a ser chamada de empadão ou empadão goiano, talvez para distingui-las das empadas e empadinhas que estariam se popularizando.

## Preparo
Via de regra, a torta é assada em fôrma, forrada com a própria massa, normalmente redonda e geralmente servida quente. Seu tamanho contudo varia muito. Um empadão individual tem 14 ou 15 centímetros de diâmetro, mas são comuns os de 20 centímetros, e podem chegar a mais de 35 centímetros.
Os ingredientes do recheio também variam, mas são tradicionalmente frango, carne de porco, linguiça de carne de porco, queijo minas, azeitona, guariroba, batata, molho de tomate e pimenta.
Existem contudo muitas variações, nas quais é comum o acréscimo de milho verde, ovos, vários tipos de pimenta e legumes.

## História
Alguns dos ingredientes ordinariamente encontrados no empadão podem ser obtidos em Goiás, ao passo que outros têm que ser trazidos de outros lugares, como a farinha de trigo e as azeitonas. Assim, pode-se inferir que o empadão deve ter tomado suas formas atuais no contexto da expansão da fronteira agrícola do estado, da implantação e expansão de ferrovias e rodovias, e da transferência da capital para Goiânia.

## Cultura
Muito apreciado em Goiás, especialmente na Cidade de Goiás, a torta é considerada um produto da identidade goiana. Como um dos pratos regionais mais conhecidos no Brasil, está em processo de reconhecimento como Patrimônio de Natureza Imaterial pelo Instituto do Patrimônio Histórico e Artístico Nacional (IPHAN).
Por esse valor simbólico, o empadão é consumido com uma certa ritualização. Isto pode ser constatado comparando-se as ocasiões em que é servido com aquelas em que se servem empadas ou empadinhas, que seriam parecidas se não fosse pelo tamanho e pelo significado simbólico. Empadinhas são normalmente encomendadas e servidas em aniversários, casamentos e reuniões comerciais (em meio a muitas outras quitandas) enquanto o empadão goiano é preparado em casa e servido em casa, em datas festivas e reuniões familiares (frequentemente como prato principal).
O empadão pode ser todavia encontrado para comercialização, geralmente em barracas de feiras ou restaurantes de culinária regional. As empadas e empadinhas, por sua vez, são comercializadas em panificadoras, confeitarias, lanchonetes ou supermercados.